# Mustapha Bouyali
 (août 2018).
Si vous disposez d'ouvrages ou d'articles de référence ou si vous connaissez des sites web de qualité traitant du thème abordé ici, merci de compléter l'article en donnant les références utiles à sa vérifiabilité et en les liant à la section « Notes et références ».
Mustapha Bouyali (en arabe : مصطفى بويعلي), né le 27 janvier 1940 à Draria et mort abattu dans une embuscade des forces de sécurité algériennes le 3 janvier 1987 près de Larbaa, est le leader du premier mouvement islamiste armé algérien, un groupe basé aux alentours de Larbaa au sud d'Alger, de 1982 à 1987.

## Biographie
Né le 27 janvier 1940 à Draria, Bouyali a combattu dans les rangs du FLN durant la guerre d’Algérie. Capitaine dans la Wilaya IV, en 1963-1965, il rejoint le maquis du « Front des forces socialistes » (FFS). Coordinateur de fédération FLN de Chéraga en 1970, il demande à être candidat aux élections législatives de 1977, car il souhaitait une plus grande islamisation de la législation. Il est ensuite écarté des instances du parti. En 1976, il deviendra électricien employé à la société nationale d’électricité Sonelec d'El Achour, et sera le père de sept enfants,.
Vers 1979, il tombe sous l'influence de l'imam Doudi Abdelhadi de la mosquée d'El-Achour,, au sud d'Alger et il commence à prêcher lui-même dans cette mosquée. Il crée le « Groupe de Défense contre l'Illicite », pour lutter contre la  « déviation des mœurs ».  En 1981, il constitue une organisation de seize cellules en vue de la lutte armée. Il divise le territoire en dix régions et s'assure d'un important armement. 
Mustapha Bouyali crée ainsi le « Mouvement islamique armé » (MIA). Il envoie aux autorités un mémorandum en treize parties, et élabore un guide en quatre-vingt-dix-neuf parties, avec pour but de créer une république islamique en Algérie, afin d'arriver à un régime qui regrouperait tous les pays islamiques, avec pour capitale La Mecque. Le 30 avril 1981, il organise un rassemblement des prédicateurs d'Alger et de nombreuses autres villes. Il propose une marche pacifique pour le lendemain, en vue de demander l'application de la Charia (constitution) et la libération d'islamistes arrêtés peu auparavant à Sidi-Bel-Abbès. Ali Belhadj est présent. La réunion refuse la proposition de Bouyali. Deux mois plus tard, en juillet 1981, le groupe fabrique une première bombe qu'il expérimentent. 
Le 17 novembre 1982, Mustapha Bouyali tire pour la première fois sur un barrage de gendarmerie près de Oued Romane à Alger. Le 10 décembre 1982, un mandat d'amener est lancé contre lui. En janvier 1983, son frère Mokhtar est tué dans une fusillade. Mustapha Bouyali prépare d'autres attaques. Les forces de sécurité découvrent à son domicile des plans détaillés de la villa ainsi que l'emploi du temps du numéro deux du FLN Mohamed Cherif Messaadia. Des membres du groupe seront arrêtés, parmi eux Ali Belhadj, et le premier procès du Mouvement islamique en Algérie se tient devant la cour de sûreté de l'Etat de Médéa. Dans la nuit du 26 au 27 août 1985, le groupe MIA attaque la caserne de la police de Soumaa, près de Boufarik, dans la Mitidja. L'attaque est menée par dix-sept à dix-huit personnes, dirigées par Bouyali lui-même. Elle se solde par la mort d'un vieux brigadier de police, Boualem Boukazoula, ligoté et tué à coups de sabre, et le vol d'une quantité d'armes. Le 21 octobre 1985, ils tuent cinq gendarmes dans une embuscade dans la région de Larbaa. Bouyali se réfugie dans la forêt, près de Larbaa, où il réussit à survivre. Il passe l'année 1986 dans des conditions difficiles. Le 3 février 1987, il est tué dans une embuscade des forces de sécurité .